# Бйорн Кейперс
Бйорн Кейперс (нід. Björn Kuipers, ['bjʏːrn 'kœypərs]; нар. 28 березня 1973, Олдензал, Оверейсел, Нідерланди) — нідерландський футбольний арбітр. 

## Кар'єра
В основному Кейперс працює в Ередивізі. Окрім матчів чемпіонату Нідерландів Кейперс обслуговував міжнародні турніри, зокрема матчі чемпіонату Європи з футболу серед 17-річних в 2006 році, а також матчі Кубка УЄФА, Ліги Європи і Ліги Чемпіонів. Кейперс включений в список найкращих футбольних арбітрів Королівського футбольного союзу Нідерландів. Його батько також був арбітром.
14 січня 2009 року глава суддівського корпусу Королівського футбольного союзу Нідерландів Яп Ейленберг підтвердив, що Кейперс отримав найвищий статус в європейському футболі. Разом з Пітером Вінком і Еріком Брамхаром, Кейперс став третім нідерландським арбітром європейського рівня. З 2006 року Кейперс є арбітром ФІФА.
24 серпня 2011 був призначений головним арбітром на матч Суперкубка УЄФА 2011 між переможцем Ліги Чемпіонів сезону 2010-2011 «Барселоною» і переможцем Ліги Європи сезону 2010-2011 «Порту».
Обслуговував матчі чемпіонату Європи 2012 року .
15 травня 2013 обслуговував фінал Ліги Європи УЄФА 2012/13, в якому зустрічалися португальська «Бенфіка» і англійський «Челсі».
1 березня 2016 увійшов до складу суддівської бригади для обслуговування матчів чемпіонату Європи з футболу 2016.
З 2016 року залучений до обслуговування відбіркових матчів чемпіонату світу 2018.
У 2017 обраний до числа головних арбітрів молодіжного чемпіонату світу з футболу 2017.
Призначений головним арбітром фінального матчу Ліги Європи УЄФА між командами Атлетіко і  Олімпік Марсель, що пройде на «Парк Олімпік Ліон», 16 травня 2018. Це вже другий фінал Ліги Європи УЄФА для Бйорна.